# (11039) Raynal
Pour les articles homonymes, voir Raynal.
(11039) Raynal est un astéroïde de la ceinture principale.

## Description
(11039) Raynal est un astéroïde de la ceinture principale. Il fut découvert le 3 avril 1989 à La Silla par Eric Walter Elst. Il présente une orbite caractérisée par un demi-grand axe de 2,88 UA, une excentricité de 0,07 et une inclinaison de 1,8° par rapport à l'écliptique.

## Compléments